# Lorp-Sentaraille
Lorp-Sentaraille település Franciaországban, Ariège megyében. Lakosainak száma 1392 fő (2022. január 1.). Lorp-Sentaraille Caumont, Gajan, Saint-Lizier és Taurignan-Vieux községekkel határos.

## Népesség
A település népességének változása:
| Lakosok száma | 697  | 944  | 1092 | 1242 | 1350 | 1418 | 1467 | 1491 | 1461 | 1392 |
|               | 1968 | 1982 | 1990 | 2006 | 2013 | 2015 | 2017 | 2019 | 2020 | 2022 |